# Cañón Parrott

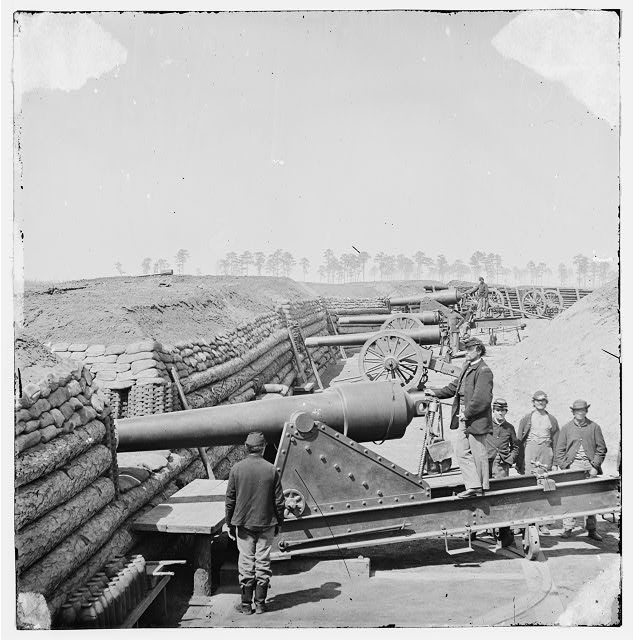
Batería de cañones Parrott, Fort Brady, Virginia, 1864.

El Parrott fue el primer cañón con ánima rayada fabricado en los Estados Unidos y utilizado en la Guerra de Secesión. Fue el cañón con ánima rayada reglamentario del ejército y la armada estadounidenses desde la década de 1860 hasta la de 1880.
Su creador fue el capitán del ejército estadounidense Robert P. Parrott y los fabricaba en la fundición particular de West Point, Colds Spring, New York. Parrott falleció en 1877, pero se siguieron fabricando cañones bajo su patente varios años después.
Después de la Guerra de Secesión empezaron a venderse a varios países, siendo Chile el primero en comprarlos, en número de 42 de diversos calibres, 5 de los cuales fueron entregados por el propio Robert P. Parrott.

## Diseño de los cañones
Robert Parrott fabricó sus cañones sobre un cilindro de hierro fundido, rayado y reforzado en la recámara por una bocina de hierro forjado. Cabe señalar que el hierro fundido no era un metal que se utilizara para la fabricación de cañones.
Su ánima rayada permitía que esos cañones dispararan balas esféricas con salero de papier-maché, característica que no podían igualar los demás cañones rayados. También disparaba balas cilindro ojivales y granadas. Así, el cañón de 100 libras podía disparar balas esféricas de 32 libras y el de 200 libras, balas esféricas de 68 libras.
Parrot también utilizó el sistema de fabricación de cañones zunchados de Blakely, aunque sin pagar patente.

## Calibres
Los cañones Parrott se denominaban por el peso del proyectil en libras, pero esto generó mucha confusión porque un mismo cañón utilizaba diferente tipo de proyectil. Un claro ejemplo es el Parrott de 10  pulgadas, que era llamado de a 300 libras por el ejército y 200 libras por la marina. Así, los cañones navales utilizaban un proyectil más ligero que iba más rápido y a pesar de ser el mismo cañón que el utilizado por el ejército, su denominación era menor.
Los calibres de Parrott fueron:
| Denominación     | Calibre (pulgadas) | Peso del ánima (libras) | Peso de la bala (libras) | Peso de la granada (libras) | N.º estrías |
| ---------------- | ------------------ | ----------------------- | ------------------------ | --------------------------- | ----------- |
| 10 libras        | 2,9 o 3            | 890                     | 10 1/2                   | 9 3/4                       | 3           |
| 20 libras        | 3,67               | 1.750                   | 19 1/2                   | 18 3/4                      | 5           |
| 30 libras        | 4,2                | 3.550                   | 30                       | 25                          | 7           |
| 60 libras        | 5,3                | 5.360                   | 60                       | 55                          | 7           |
| 70 o 100 libras  | 6,4                | 9.700                   | 100                      | 70                          | 9           |
| 150 o 200 libras | 8                  | 16.300                  | 155                      | 70                          | 11          |
| 250 o 300 libras | 10                 | 26.500                  | 250                      | 230                         | 15          |